# Francesco Carotta

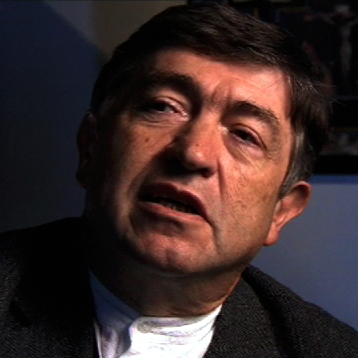
Francesco Carotta (2007)

Francesco Carotta (* 1946 in Ca’Zen di Lusia, Italien) ist ein italienischer Buchautor. Er wurde 1999 durch das Buch War Jesus Caesar? bekannt, in dem er die These vertritt, Jesus von Nazaret sei eine fiktive Person, dessen neutestamentliche Darstellung nach dem Vorbild des Lebens von Gaius Iulius Caesar und nach dem Kult des vergöttlichten Divus Iulius gestaltet worden sei. Die Historische Jesusforschung beachtet die These nicht. 

## Leben
Francesco Carotta wurde 1946 in Ca’Zen bei Lusia (Provinz Rovigo/Venetien, Italien) geboren. Seine Mutter Margherita war Damenschneiderin aus einer Bauernfamilie. Sein Vater Rodolfo (* 1913; † 1998), ein studierter Kunstmaler, stammte aus einer Unternehmerfamilie und war von 1948 bis 1951 sozialistischer Bürgermeister von Lusia. 
Carotta trat zunächst in ein Priesterseminar der Redemptoristen ein, wurde aber entlassen. Er besuchte dann eine technologische Fachoberschule und qualifizierte sich als Perito Industriale Capotecnico in Technischer Chemie. Er arbeitete zuerst als Labortechniker und zog dann nach Frankreich, wo er als Medizintechniker arbeitete, in Dijon an der Universität von Burgund Philosophie studierte und mit einer Licence ès-Lettres abschloss. Nach 1968 studierte er Polemologie in Straßburg und lehrte Philosophie in Mülhausen. Er zog später nach Deutschland, um Linguistik, romanische Sprachen und deutschsprachige Literatur an der Johann-Wolfgang-Goethe-Universität Frankfurt am Main zu studieren, wo er einen Abschluss als staatlich geprüfter Dolmetscher und Übersetzer erhielt.
Carotta blieb zunächst in Frankfurt, wo er als Sprachlehrer, Übersetzer und Tutor an der Universität arbeitete. In dieser Zeit gründete oder leitete er Sozialprogramme, Bildungsinitiativen für Gastarbeiter und italienische Kulturzentren. Er war in der politischen Linken und 68er-Bewegung aktiv und arbeitete freiberuflich für alternative Verlagshäuser wie den Stroemfeld Verlag, ein kommunales Kino sowie den ID Informationsdienst. In den 1970er Jahren kehrte er zunächst nach Italien zurück, wo er als Journalist für mehrere Magazine und Zeitungen arbeitete. In Bologna war er Mitbegründer von Radio Alice.
1980 wirkte Carotta in Frankfurt am Aufbau des Gallus-Zentrums für Jugendkultur und Neue Medien mit und arbeitete dann als Direktor der Casa di Cultura Popolare. Später zog er nach Freiburg im Breisgau, wo er die Firma Legenda Informationssysteme für Texterkennung und EDV gründete. Weiterhin arbeitete er in Paris für Cora, eine Firma, die auf Linguistiksoftware und künstliche Intelligenz spezialisiert war. Als Geschäftsführer und Herausgeber unterstützte er Kore, einen Freiburger Verlag für feministische Bücher und Frauenliteratur. An der Hochschule für Musik Karlsruhe lehrte er italienische Sprache und Diktion.
Später studierte Carotta an der Albert-Ludwigs-Universität Freiburg alte Geschichte, Archäologie und Altphilologie. Sein ursprünglicher Fokus auf Lorenzo Valla verlagerte sich auf den Kult des Divus Iulius und die möglichen Einflüsse römischer Religion auf das frühe Christentum. In den 1990er Jahren verließ er Kore und sein Unternehmen, um sich seiner Forschung zu widmen, über die er bereits in den 1980er Jahren Vorstudien veröffentlicht hatte. 
Carotta lebt in Kirchzarten bei Freiburg.

## These zu Jesus von Nazaret
1999 veröffentlichte Cartotta sein Buch War Jesus Caesar? Er vertritt darin die These, Jesus von Nazaret sei nicht der Jude aus Galilea, als den ihn die urchristlichen Quellen darstellen, sondern der römische Staatsmann Gaius Iulius Caesar, aus dessen Kult sich über mehrere Generationen das Christentum entwickelt habe.
Kernstück von Carottas Buch ist ein philologischer Vergleich des Markusevangeliums mit antiken Quellen über die letzten Jahre Caesars und sein unmittelbares Nachleben, darunter primär mit den historiographischen Werken von Appian, Plutarch und Sueton, die in verschiedenem Umfang auf die verlorenen Historiae des Gaius Asinius Pollio zurückgriffen. Carotta vermutet, das Geschichtswerk Pollios sei ein lateinisches Ur-Evangelium gewesen und der darin beschriebene Lebenslauf und Kult Julius Caesars sei nachträglich ins Griechische übersetzt, auf die fiktive Person Jesus übertragen und nach Galilea und Judäa verlegt worden. 2008 erweiterte Carotta seine These zu Jesus um Genettes Theorie der „diegetischen Transposition“. 
2009 untersuchte er für die Theologische Akademie der Erzdiözese von Sevilla das Orpheos Bakkikos, ein angeblich gefälschtes synkretistisch-christliches Artefakt, das die Kreuzigung Christi darstellen soll.
Seitdem hat Carotta mehrere Fachartikel und Übersetzungen seines Buches verfasst. Er wirkte an Dokumentarfilmen über Caesar und Jesus mit, hielt universitäre Vorträge und rekonstruierte Caesars Begräbniszeremonie in Spanien anhand der historischen Quellen.

## Rezeption
In Deutschland besprachen im Jahr 2000 einige Rezensenten in Tageszeitungen die deutsche Ausgabe von Carottas Buch. Arno Widmann sah darin eine „Wissenschaftsparodie“, Albert Christian Sellner eine großangelegte „Geschichtsumwälzung“.
In den Niederlanden bezeichnete der Historiker Anton van Hooff Carottas These 2002 als „neue Pseudowissenschaft“. Roberto Lobosco stellte 2010 fest, dass Kirchen und Universitätstheologen Carottas These in das „Reich der Fabeln“ verwiesen und den Autor als „Fantasten“ einstuften. In Italien nannte der Althistoriker Luciano Canfora Carottas Buch „originell“ und sah in der Apotheose Caesars und Jesu nach ihrem Tod eine mögliche Parallele. In Spanien bezeichnete der Philologe Antonio Piñero Carottas Lesung des Evangeliums als diegetische Umsetzung als „geniale Übung“, stellte jedoch auch einige methodische Mängel fest, die die Theorie „völlig unplausibel“ machten.

## Veröffentlichungen
- War Jesus Caesar? 2000 Jahre Anbetung einer Kopie. Goldmann, München 1999, ISBN 3-442-15051-5. (auf academia.edu)
- War Jesus Caesar? – Artikel und Vorträge. Eine Suche nach dem römischen Ursprung des Christentums. Ludwig, Kiel 2012, ISBN 978-3-937719-63-4.
- mit Holger Heide: Bologna. Anmerkungen zu einem Modell reformierter Herrschaft. In: Barbara Herzbruch (Hrsg.): Jahrbuch Politik 8 – Die Rote Armee Fraktion und die Linke. Bd. 8, Klaus Wagenbach, Berlin 1978, ISBN 3-8031-1082-3.
- Revista de arqueología. Nr. 348, Jg. 31, Zugarto (MC Ediciones), Madrid 2010, ISSN 0212-0062, S. 40–49.